# Rainbow Warrior

Rainbow Warrior

Rainbow Warrior (англ. «Веселковий воїн») — судно організації Ґрінпіс затоплене 10 липня 1985 р. в Окленді в Новій Зеландії французькими спеціальними силами. У бомбовому замаху загинув працівник Ґрінпісу фотограф Фернандо Перейра. Таким чином французький уряд «розв'язав» справу незручних екологів, які протестували проти французьких атомних випробувань в Тихому океані.

## Історія
Rainbow Warrior був замовлений Міністерством сільського господарства, рибальства та продовольства Великобританії (MAFF) як траулер під назвою Sir William Hardy. Він був побудований в 1955 році в Абердині, Шотландія. Пізніше його придбала екологічна організація «Greenpeace UK».

## Затоплення
Безпосередньо перед зануренням корабель брав участь в евакуації населення з острова Ронгелап, на який після вибуху в 1956 р. американської бомби випали радіоактивні опади, радіоактивне випромінювання від яких викликало постійне опромінення мешканців.
Після евакуації острів'ян на острів Мейато, корабель зупинився в порту Вайтемата в найбільшому місті Нової Зеландії — Окленді з метою поповнення запасів. Наступним пунктом подорожі мало бути проникнення команди до французької зони атомних випробувань на атолі Муруроа в південному Тихому океані. Екіпаж Ґрінпісу повинен був зробити все, що в їхніх силах, щоб перешкодити продовженню французької атомної програми.
Новозеландська поліція заарештувала декількох французьких спеціальних агентів: 35-літнього майора Алана Мафарта і 36-річного капітана Домінікуе Прієура. Четвірці інших агентів вдалося втекти на яхті «Овеа», яку було затоплено одразу після їхньої пересадки на французький підводний човен.
Франція спочатку заперечувала, що в акції потоплення судна брали участь її спецслужби. Проте під натиском громадської думки, 22 вересня 1985 р. прем'єр Лоран Фабіус визнав, що саме французькі спецслужби виконали атаку на «Rainbow Warrior», тобто підрив судна виявився актом державного тероризму.
Ґрінпіс ініцюювала в Парижі судовий процес проти уряду Франції, після чого уряд повинен був сплатити цій організації вісім мільйонів доларів. За ці гроші Ґрінпіс купила новий, більший і краще оснащений «Rainbow Warrior», який багато разів плавав на Муруроа.